# Андрій Михайлович Санґушко
Андрій Михайлович Сангушко (пом. 1560), онук Олександра — князь з роду Сангушків, урядник Великого Князівства Литовського, староста луцький у 16 ст.

## Життєпис
Єдиний син князя Михайла Олександровича Сангушка та його дружини Анни Копачівни. 11 серпня 1502 р. разом з матір'ю згаданий під час поділу спадку стрия Андрія в Коширі. Цей поділ, підтверджений королем Олександром Ягеллончиком у Любліні 21 жовтня 1505 р., дав початок поділу переважаючої частини «Сангушківщини» на гілки несухоїзьку та коширську. Брав участь у війні з московитами 1508 р., у 1512-14 р. у відбитті татарських нападів 1512 р. (битва під Вишнівцем). 1544 року в обмін на маєтків Бруховичі, Козлиничі і частину Головб отримав доходи Луцького війтівства.
На Глуші, Іванчицях, Войгощі, Любешові, Миркові записав посаг першої доньки Ганни (1557-8 р.). Помер в Іванчицях 4 жовтня 1560 р., був похований у Соборі Успіння Пресвятої Богородиці у Володимирі.
Був 2 рази одружений. Перша дружина — Анна Хрептовичівна, померла після 30 липня 1545 р. в Конюхові, була похована у Києво-Печерській лаврі. Діти:
- Олександр — маршалок господарський, був похований у Соборі Успіння Пресвятої Богородиці]] у Володимирі[2]
- Ганна — дружина: 1) може, Івана Єловицького; 2) князя Богдана (Богуша) Корецького.
- NN.